# Euphorbia orthoclada
Euphorbia orthoclada es una especie fanerógama perteneciente a la familia de las euforbiáceas. Es endémica de Madagascar donde se encuentra en las provincias de Antananarivo, Fianarantsoa, Toamasina y Toliara.

## Descripción
Es una especie suculenta  sin espinos con ciatios terminales.

## Taxonomía
Euphorbia orthoclada fue descrita por John Gilbert Baker y publicado en Journal of the Linnean Society, Botany 22: 517. 1887.
Etimología
Euphorbia: nombre genérico que deriva del médico griego del rey Juba II de Mauritania (52 a 50 a. C. - 23), Euphorbus, en su honor – o en alusión a su gran vientre –  ya que usaba médicamente Euphorbia resinifera. En 1753 Carlos Linneo asignó el nombre a todo el género.
orthoclada: epíteto latino 
Variedades
- Euphorbia orthoclada ssp. orthoclada
- Euphorbia orthoclada ssp. vepretorum (Drake) Leandri 1962

Sinonimia
- Euphorbia lohaensis Baill. (1887).
- Euphorbia cynanchoides Drake (1903).
- Euphorbia vepretorum Drake (1903).[5][6]